# 녹스 앱플레이어
녹스 앱플레이어(영어: NoxPlayer)는 PC에서 모바일 게임을 비롯한 모바일 앱들을 실행할 수 있게 하는 에뮬레이터 프로그램이다. 
녹스 앱플레이어는 2015년 하반기부터 유저들에게 서비스를 제공하기 시작했다. 녹스 앱플레이어는 현재 150여개 국가에 1억 이용자를 보유하고 있으며 20여개 언어 버전을 지원하고있다.
현재 대형 글로벌 모바일게임 개발사 및 퍼블리싱 업체들과 함께 게임 최적화, 프로모션 등을 통해 제품 자체를 계속 개선 및 업그레이드 하고있다.

## 지원하는 안드로이드 버전
녹스 앱플레이어는 총 3개 버전의 안드로이드 시스템을 탑재하고 있다.
- Android 7.1.2 누가 버전
- Android 5.1.1 롤리팝 버전
- Android 4.4.2 킷캣 버전

녹스 멀티앱플레이어를 통해 누가(Nougat), 롤리팝(lolipop), 킷캣(Kikkat) 버전의 녹스앱플레이어를 만들어서 사용할 수 있다.
녹스 앱플레이어는 32비트과 64비트 앱플레이어를 각각 가지고 있다.

## 기능
- 멀티앱플레이어 지원
- 화면 캡쳐 지원
- 녹화 기능 지원
- 게임 구글 계정 연동 지원
- 게임 페이스북 계정 연동 지원
- 데이터 백업 복구 지원
- PC와 녹스앱플레이어의 파일 공유 지원
- apk파일 설치 지원
- 마우스 녹화 및 사용자 정의 매크로 지원
- FPS게임 전용 슈팅 모드 등 지원
- 멀티 컨트롤 지원
- 안드로이드 재부팅 지원
- 가상위치 사용 지원
- 투핑거 컨트롤 지원
- 키보드 지원
- 게임패드 지원

## 역사
- 2015년 6월 6일: 제품 첫 출시
- 2016년 12월 29일: 녹스 Mac버전 첫 출시
- 2017년 11월 16일: v6.0.0.0 버전에 롤리팝 업데이트(베타)
- 2018년 4월 28일: v6.0.9.0 버전에 롤리팝 기본장착(메인 앱플레이어로 장착됨)
- 2018년 7월 21일: v6.2.1.1버전에 누가 업데이트(베타)
- 2019년 1월 10일: 맥버전에 롤리팝 업데이트(베타)
- 2019년 3월 5일: 녹스 공식 캐릭터 녹순이 탄생

## 같이 보기
- 블루스택
- 구글 플레이
- 앱 스토어 (iOS)

## 참고 자료
- 녹스앱플레이어, 공식 캐릭터 '녹순이' 탄생
- 녹스앱플레이어, 대형 게임사들과 맞손[깨진 링크(과거 내용 찾기)]
- 녹스앱플레이어 버전 6.2출시 - 최적화, 호환성 및 안정성 향상
- 녹스, '검은사막 모바일' 전용버전 출시[깨진 링크(과거 내용 찾기)]
- 앱플레이어 '녹스',업데이트 통해 넥슨 '듀랑고' 최적화 작업 완료[깨진 링크(과거 내용 찾기)]
- 카카오 게임, 녹스앱플레이어 도입